# Takashima-Kohlebergwerk

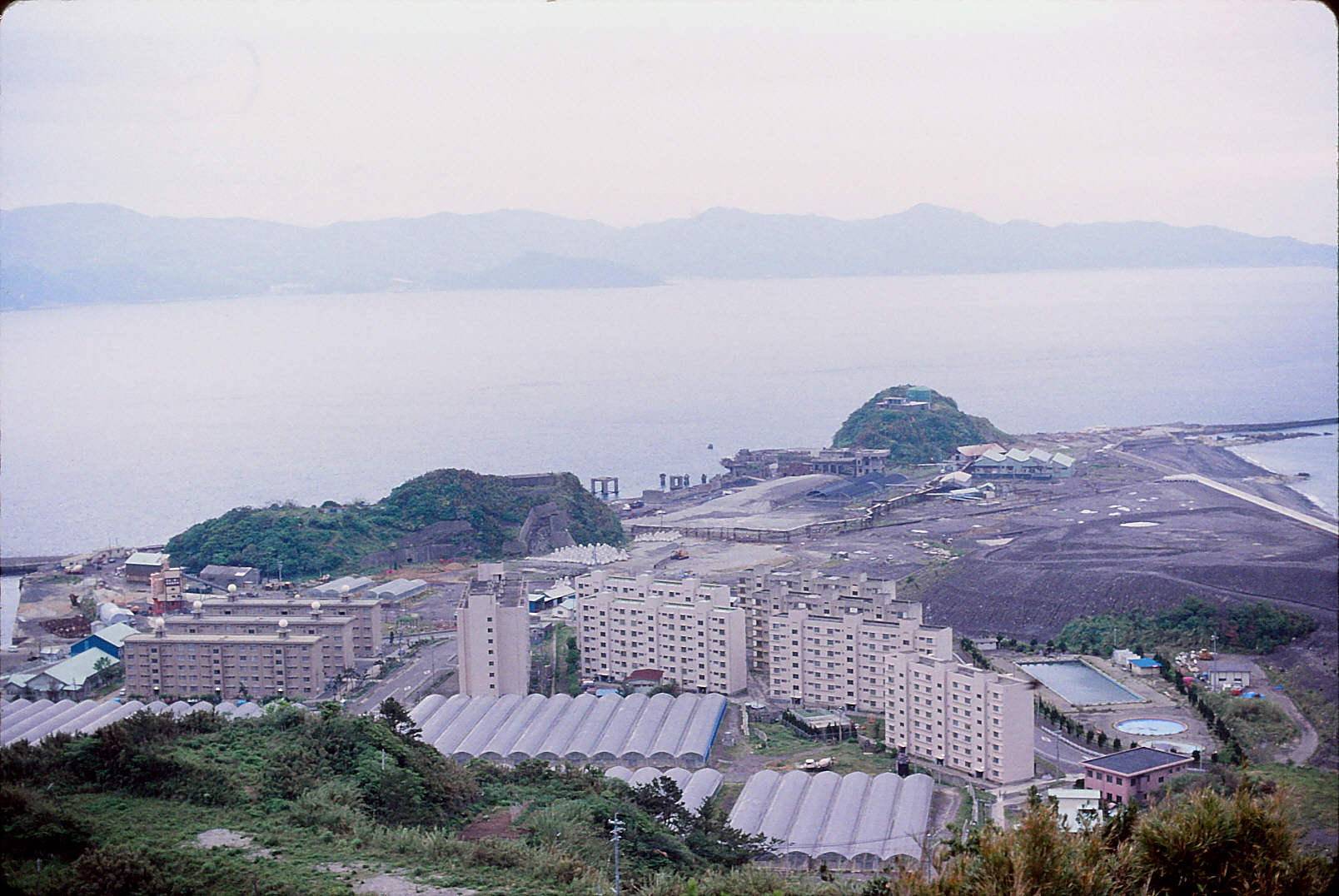
Takashima-Kohlebergwerk 1992

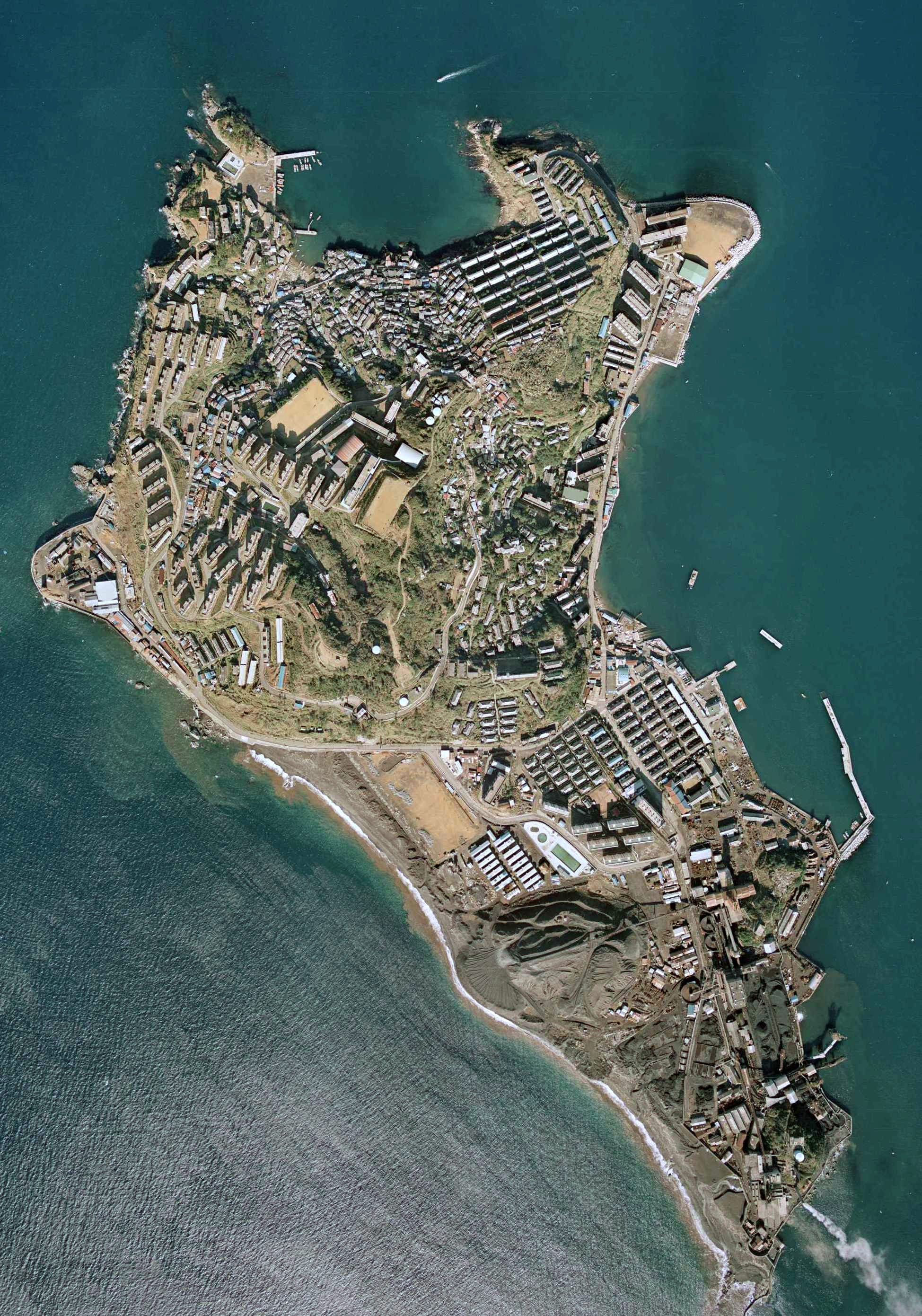
Takashima

Das Takashima-Kohlebergwerk (japanisch 高島炭鉱 Takashima tankō) war eins der größten japanischen Kohlebergwerke, gelegen auf der kleinen Insel Takashima in der Bucht vor der Stadt Nagasaki. Bis zur Eingemeindung 2005 lag das Bergwerk in der Stadt Takashima im Kreis West-Sonogi der Präfektur Nagasaki.

## Übersicht
Das Takashima-Kohlebergwerk wurde nach der mündlichen Überlieferung von Goheita (五平太), ein Bewohner von Hirado, während der Genroku- und der Hoei-Ära, also zwischen 1688 und 1711 entdeckt, als er in einem Frühjahr verwelktes Gras abbrannte.
Nach der Meiji-Restauration betrieben ab 1869 das Fürstentum Saga, zu dem Takashima gehörte, (ab 1871 Präfektur Saga→Präfektur Nagasaki) und Thomas Blake Glover (1838–1911) gemeinsam den 45 m tiefen Hokukei-Schacht (北渓井坑, Hokukeii seikō), den ersten in Japan, mit dem Kohleabbau nach westlichem Vorbild betrieben wurde. 1874 gehörte das Bergwerk der Regierung, wurde dann an Gotō Shōjirō (1838–1897) verkauft, der es 1881 an Iwasaki Yatarō (1835–1885), einen Großunternehmer, weiter gab.
Um diese Zeit brachten die Manager die Bergleute im Rahmen des „Naya-“ (納屋) bzw. „Hamba-Systems“ (飯場) unter, das heißt in „Scheunen- oder Baubaracken“, was eine Art physischer Sklaverei war. Die persönliche Bestrafung der Bergleute durch den Leiter der Unterkünfte war katastrophal. So wehrten sich die Bergleute und leisteten wiederholt Widerstand.
1893 gründete der 2. Chef Iwasaki Yanosuke (岩崎 彌之助; 1851–1908) die „Mitsubishi Joint Stock Company“ (三菱合資会社, Mitsubishi gōshi gaisha), die den Ursprung des Mitsubishi-Konglomerats bildete, und verwaltete das Takashima-Kohlebergwerk. 1906 tötete eine Gasexplosion 307 Menschen, 1907 wurden die „Zwillingsschächte“, der schräg angelegte Futago-Schacht (二子斜坑, Futago shakō) und 1965 der vertikale Futago-Schacht (二子立坑, Futago tatekō) – 966 Meter tief – fertiggestellt. Im Laufe des Jahres wurde der Schacht tief unter dem Meer in Betrieb genommen, eines der führenden Unterwasser-Kohlevorkommen Japans.
Auf ihrem Höhepunkt im Jahr 1966 erreichte die Kohleproduktion 1,54 Millionen Tonnen bei 3.000 Beschäftigten. 1978 sank die Kohleförderung auf 720.000 Tonnen und die Zahl der Beschäftigten auf 1.070 aufgrund der Produktionsreduzierung. 80 % der Produktion wurden als Kokskohle für Gas und Koks an die Stahlindustrie in Kitakyūshū und Osaka und 20 % als Kraftwerkskohle für Wärmekraftwerke geliefert.
Aufgrund des Niedergangs der Kohle wurden im ganzen Land nacheinander Kohlebergwerke geschlossen: 1974 wurden die benachbarten Kohlebergwerke auf  Hashima und Nakanoshima-Kohlebergwerk (中ノ島炭坑, Nakanoshima tankō). Es folgten das Futago-Kohlebergwerk 1986 und das Ikeshima-Kohlebergwerk (池島炭坑, Ikenoshima tankō). Der Kohlebergbau auf Takashima wurde unter dem Meer weitergeführt, aber 2001 eingestellt.